# Jeremias: Pele
Jeremias: Pele é um romance gráfico escrito por Rafael Calça e desenhado por Jefferson Costa, publicado em 2018 pela Panini Comics como parte do selo Graphic MSP, no qual quadrinistas brasileiros fazem releituras dos personagens clássicos de Mauricio de Sousa. A história gira em torno de Jeremias, primeiro personagem negro de Mauricio de Sousa, que vê sua vida mudar ao encarar pela primeira vez o preconceito racial. O livro foi o primeiro a abordar o racismo na série, sendo desenvolvido por dois autores negros e com texto de quarta capa escrito pelo rapper Emicida.
Jeremias: Pele foi a primeira Graphic MSP a figurar na Lista Nielsen PublishNews de autores nacionais mais vendidos em livrarias, supermercados e lojas de autoatendimento no Brasil, ocupando o terceiro lugar entre os livros de ficção em junho de 2018, ficando atrás apenas de duas obras de Augusto Cury (historicamente, o autor brasileiro com maiores vendas). A receptividade do livro ainda estimulou a criação de novos personagens negros para a Turma da Mônica (até então Jeremias era o único personagem negro da turminha, não contando os derivados de pessoas reais, como Pelezinho e Ronaldinho Gaúcho, que chegaram a ter gibis próprios). Tanto Jeremias, quanto o Pelezinho, eram desenhos com características do chamado blackface, um estilo de desenho usado para retratar personagens negros de forma exagerada com origens no teatro, o termo deriva das maquiagens usadas por atores caucasianos que interpretavam personagens negros, algo que  que é visto como uma caracterização racista, recentemente, o estúdio eliminou essas características nos personagens negros.
Em homenagem ao quadrinista Sérgio Tibúrcio Graciano, que trabalhou no estúdio de 1966 a 2016, o avô do Jeremias recebe o nome de Graciano.
Em 2019, a primeira história solo de Milena, personagem que estreou em 2017 no gibi mensal Turma da Mônica ficou a cargo de Rafael Calça.
Ainda em  2019, Jeremias: Pele ganhou o Troféu HQ Mix nas categorias "melhor edição especial" e "melhor publicação juvenil" e o Prêmio Jabuti de melhor história em quadrinhos. Rafael Calça ainda ganhou, por seu trabalho no livro, o Prêmio Angelo Agostini de "melhor roteirista".
Em dezembro de 2019, durante a Comic Con Experience, é anunciada uma nova graphic novel com o título provisório Jeremias 2. Em outubro de 2020, o título foi revelado: 'Jeremias: Alma, com lançamento previsto para dezembro do mesmo ano.